# میکائیل یوسف‌اف
میکائیل یوسف‌اف (انگلیسی: Mikayil Yusifov؛ زادهٔ ۲۴ آوریل ۱۹۸۲) بازیکن فوتبال اهل جمهوری آذربایجان است.
از باشگاه‌هایی که در آن بازی کرده‌است می‌توان به باشگاه فوتبال مویک باکو، باشگاه فوتبال استاندارد سومقاییت، باشگاه فوتبال کارتال‌اسپور، باشگاه فوتبال شفای باکو، و باشگاه فوتبال خزر لنکران اشاره کرد.
وی همچنین در تیم ملی فوتبال جمهوری آذربایجان بازی کرده‌است.